# Hibiscus purpusii
Hibiscus purpusii là một loài thực vật có hoa trong họ Cẩm quỳ. Loài này được Brandegee mô tả khoa học đầu tiên năm 1917.